# Megastigmus banksiae
Megastigmus banksiae är en stekelart som först beskrevs av Girault 1929.  Megastigmus banksiae ingår i släktet Megastigmus och familjen gallglanssteklar. Inga underarter finns listade i Catalogue of Life.